# WISE 1049-5319
WISE 1049-5319 (nome completo: WISE J104915.57-531906), noto anche come Luhman 16, è un sistema binario composto da due nane brune, nella costellazione della Vela. Distante 6,5 anni luce, al momento della scoperta, avvenuta nel 2013, si tratta delle più vicine nane brune conosciute, nonché del terzo sistema in assoluto più vicino al sistema solare, dopo Alfa Centauri e la Stella di Barnard.

## Scoperta e caratteristiche

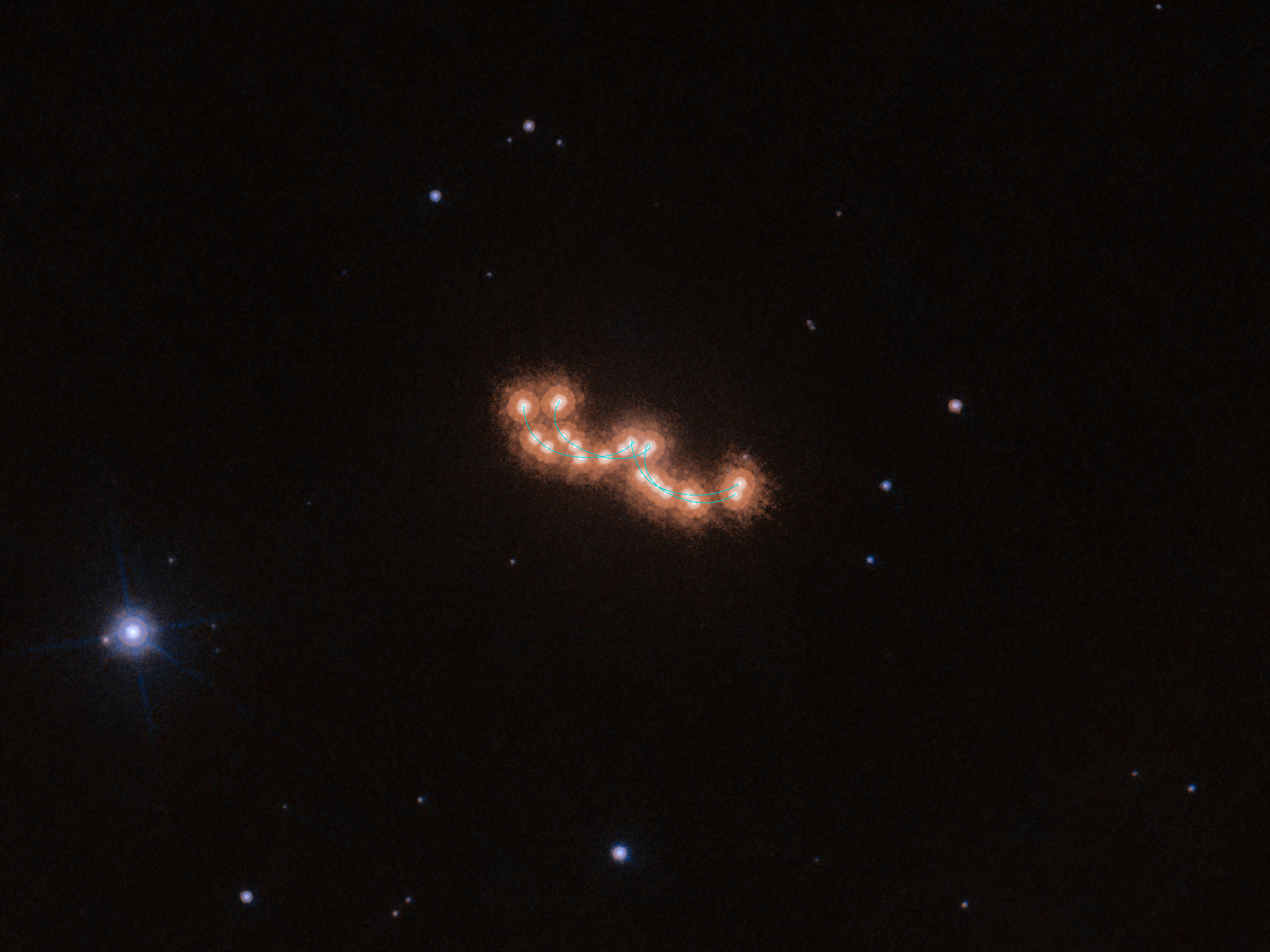
Il moto reciproco della coppia di stelle è ben visibile in questa immagine ottenuta sovrapponendo 12 fotogrammi ripresi dal telescopio spaziale Hubble.

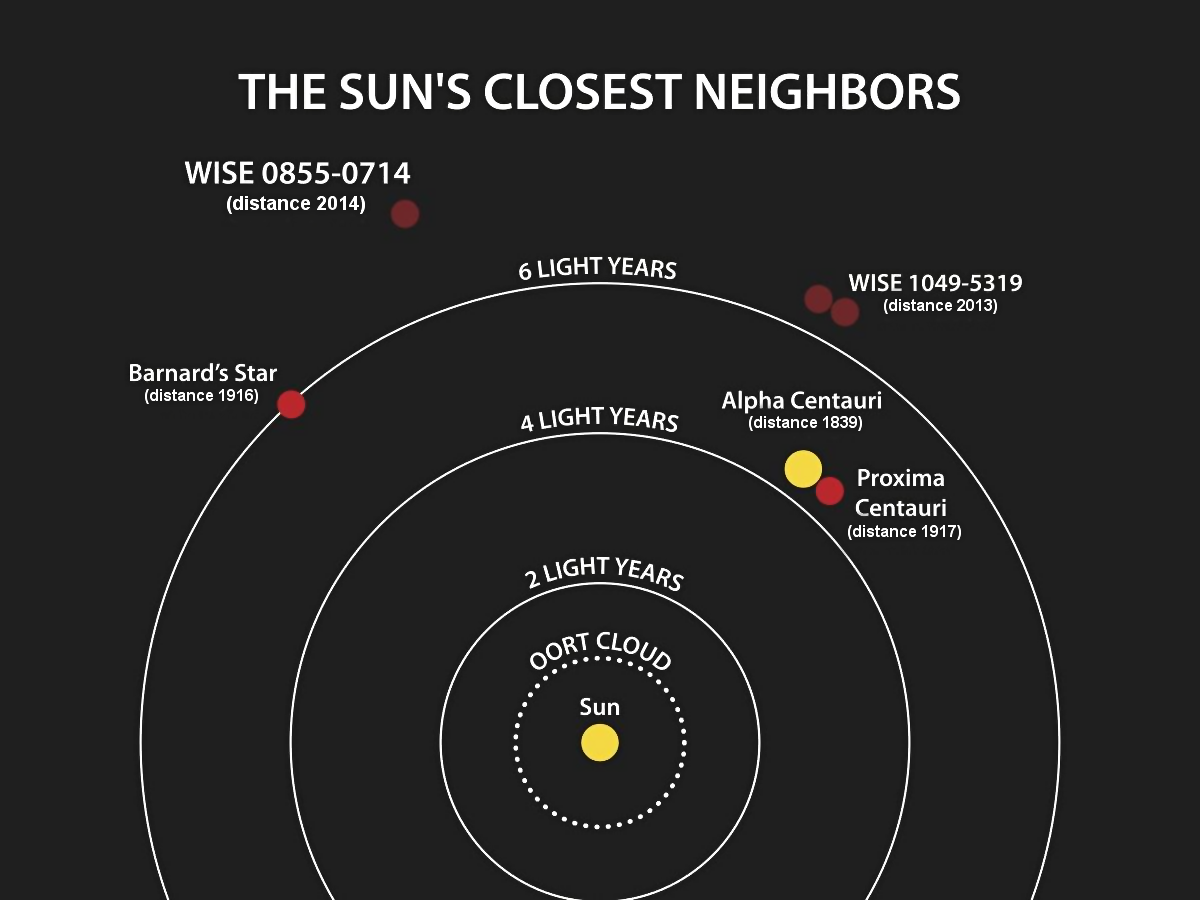
Le stelle e le nane brune più vicine al Sole, compresa WISE 1049-5319

La scoperta, avvenuta tramite osservazioni con il satellite Wide-field Infrared Survey Explorer (WISE), è stata annunciata da Kevin Luhman et al., che hanno osservato il sistema durante un periodo di 13 mesi, notando l'alto moto proprio dell'oggetto, sintomo di vicinanza alla Terra. Misurando la parallasse, pari a 0,496 ± 0,037 arcosecondi, Luhman e colleghi hanno calcolato una distanza di appena 6,5 anni luce dal sistema solare. La primaria è di classe L8 ± 1, mentre la secondaria è probabilmente nella fase di transizione dalla classe L alla classe T. La distanza tra le due componenti è di circa 3 au e il periodo orbitale di 25 anni.
La scoperta della compagna è stata annunciata dallo stesso Luhman, tramite osservazioni con il Telescopio Gemini Sud, in Cile, il quale ha catturato le immagini delle componenti, separate tra loro di 1,5 secondi d'arco, e con una differenza di luminosità, tra primaria e secondaria, di 0,45 magnitudini.

## Atmosfera
In uno studio di Gillon et al. (2013) si è individuata una luminosità irregolare su Luhman 16b. Nel 5 maggio 2013 la nana bruna è stata osservata tramite il VLT per 5 ore, equivalenti a una rotazione completa, confermando quanto sostenuto da Gillon et al. Sono state individuate una regione più scura in area equatoriale, una più luminosa ad alte latitudini e nel complesso una luminosità maculata. Tale luminosità suggerisce la presenza di "nubi" irregolari a livello globale e le aree maggiormente luminose sono dovute ad aperture nello strato di nubi. È stato determinato che i modelli di luminosità cambiano rapidamente, da un giorno all'altro. Gli stessi studi sono stati fatti anche sulla nana bruna compagna Luhman 16a, ma senza trovare tali variazioni.

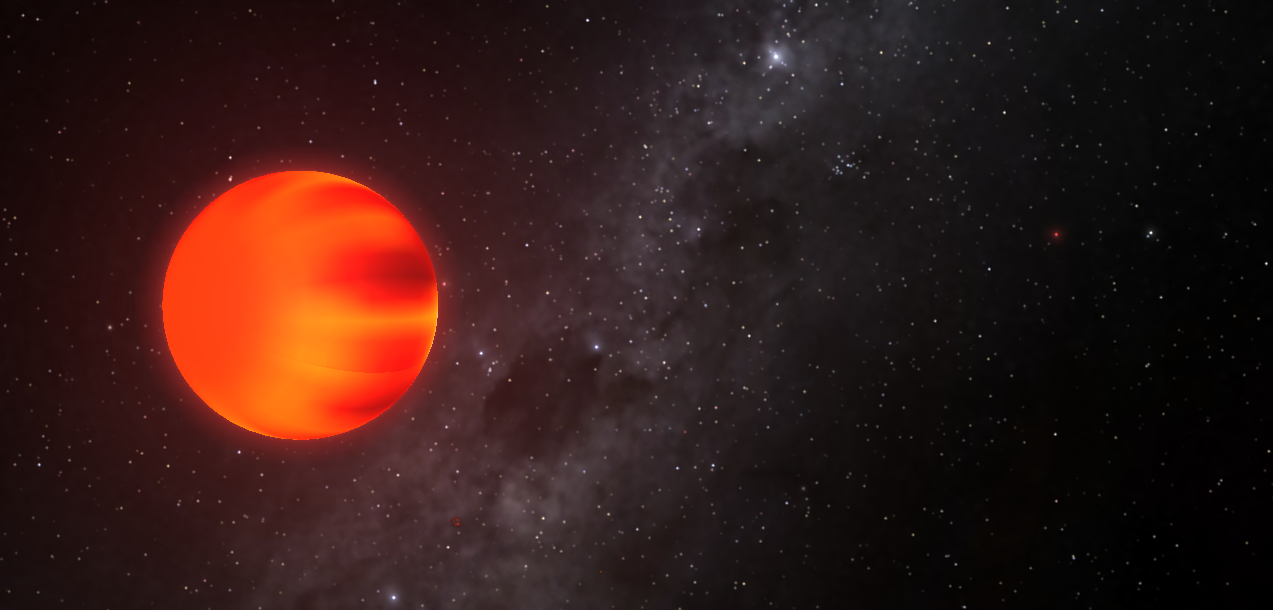
Rappresentazione artistica di Celestia.
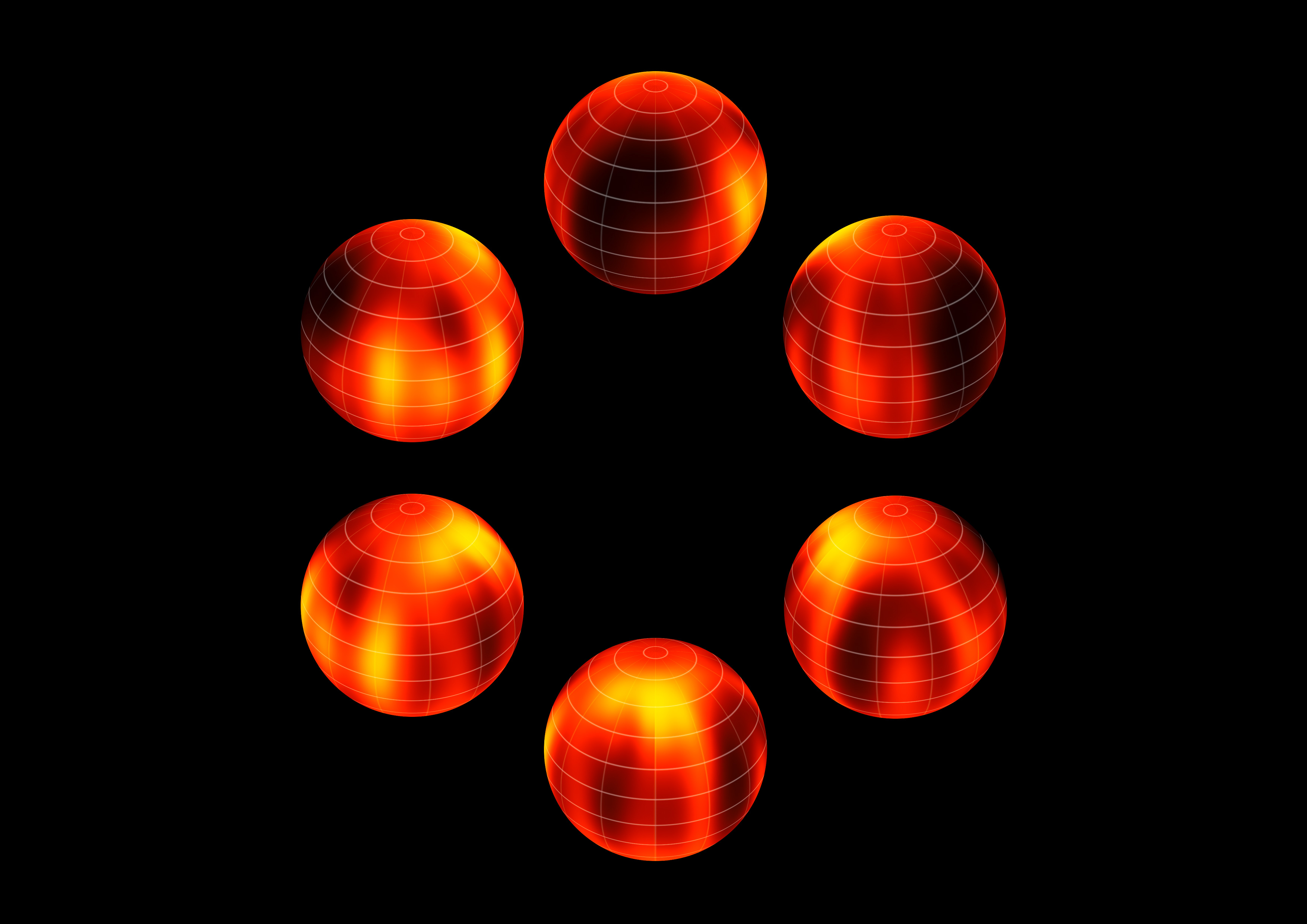
Mappature di Luhman 16b ad opera del VLT.